# Fed Cup 2019 – Světová skupina
Světová skupina Fed Cupu 2019 představovala nejvyšší úroveň ženské tenisové soutěže – elitní osmičlennou skupinu, z níž vzešel celkový vítěz 57. ročníku. Týmy, které prohrály ve čtvrtfinále, podstoupily dubnovou baráž. Pouze finalisté si zajistili přímou účast na finálovém turnaji v roce 2020. Los se uskutečnil 24. července 2018 v britské metropoli Londýně.
Dvě čtvrtfinálová utkání, Belgie–Francie a Německo–Bělorusko, byla reprízou téže fáze Světové skupiny 2018.
V perthské RAC Areně proběhlo finále, v němž Austrálie podlehla Francii 2:3 na zápasy, když o vítězkách rozhodla až závěrečná čtyřhra. Tři body získala třicátá osmá hráčka žebříčku Kristina Mladenovicová, která druhý hrací den porazila i světovou jedničku Ashleigh Bartyovou. V deblu pak Mladenovicová s Garciaovou zdolaly pár Bartyová a Stosurová. Francouzky vybojovaly celkově třetí trofej a první po šestnácti letech. Dvoudenní návštěvnost dosáhla výše 26 951 diváků, což znamenalo druhý nejvyšší počet diváků ve finále existujícího formátu. Jednalo se o poslední ročník ve formátu světové skupiny, když finálový turnaj 2020 pro 12 týmů byl naplánován na neutrální půdě v Budapešti.
Prvním hracím termínem se stal víkend od 9. do 10. února 2019. Semifinále světové skupiny a baráže se konaly mezi 20.–21. dubnem a světové finále proběhlo 9.–10. listopadu téhož roku.

## Účastníci
| Účastníci | Účastníci | Účastníci | Účastníci     |
| Austrálie | Belgie    | Bělorusko | Česko         |
| Francie   | Německo   | Rumunsko  | Spojené státy |
| --------- | --------- | --------- | ------------- |

### Nasazené týmy
1. Česko (čtvrtfinále)
2. Spojené státy (čtvrtfinále)
3. Bělorusko (semifinále)
4. Francie (vítěz)

### Pavouk
|  | Čtvrtfinále 9.–10. února               | Čtvrtfinále 9.–10. února               | Čtvrtfinále 9.–10. února               |                                        |                                     | Semifinále 20.–21. dubna      | Semifinále 20.–21. dubna      | Semifinále 20.–21. dubna      |                               |                               | Finále 9.–10. listopadu  | Finále 9.–10. listopadu  | Finále 9.–10. listopadu  |                          |                          |
|  |                                        |                                        |                                        |                                        |                                     |                               |                               |                               |                               |                               |                          |                          |                          |                          |                          |
|  | Ostrava, Česko (tvrdý, hala)           |                                        |                                        |                                        |                                     |                               |                               |                               |                               |                               |                          |                          |                          |                          |                          |
|  | 1                                      | Česko                                  | 2                                      |                                        |                                     |                               |                               |                               |                               |                               |                          |                          |                          |                          |                          |
|  |                                        | Rumunsko                               | 3                                      |                                        |                                     | Rouen, Francie (antuka, hala) | Rouen, Francie (antuka, hala) | Rouen, Francie (antuka, hala) | Rouen, Francie (antuka, hala) | Rouen, Francie (antuka, hala) |                          |                          |                          |                          |                          |
|  |                                        |                                        |                                        |                                        |                                     | Rumunsko                      | 2                             |                               |                               |                               |                          |                          |                          |                          |                          |
|  | Lutych, Belgie (tvrdý, hala)           | Lutych, Belgie (tvrdý, hala)           | Lutych, Belgie (tvrdý, hala)           | Lutych, Belgie (tvrdý, hala)           |                                     | 4                             | Francie                       | 3                             |                               |                               |                          |                          |                          |                          |                          |
|  | 4                                      | Francie                                | 3                                      |                                        |                                     |                               |                               |                               |                               |                               |                          |                          |                          |                          |                          |
|  |                                        | Belgie                                 | 1                                      |                                        |                                     |                               |                               |                               |                               |                               | Perth, Austrálie (tvrdý) | Perth, Austrálie (tvrdý) | Perth, Austrálie (tvrdý) | Perth, Austrálie (tvrdý) | Perth, Austrálie (tvrdý) |
|  |                                        |                                        |                                        |                                        |                                     |                               |                               |                               |                               |                               | 4                        | Francie                  | 3                        |                          |                          |
|  | Braunschweig, Německo (tvrdý, hala)    | Braunschweig, Německo (tvrdý, hala)    | Braunschweig, Německo (tvrdý, hala)    | Braunschweig, Německo (tvrdý, hala)    | Braunschweig, Německo (tvrdý, hala) |                               |                               |                               |                               |                               |                          | Austrálie                | 2                        |                          |                          |
|  |                                        | Německo                                | 0                                      |                                        |                                     |                               |                               |                               |                               |                               |                          |                          |                          |                          |                          |
|  | 3                                      | Bělorusko                              | 4                                      |                                        |                                     | Brisbane, Austrálie (tvrdý)   | Brisbane, Austrálie (tvrdý)   | Brisbane, Austrálie (tvrdý)   | Brisbane, Austrálie (tvrdý)   | Brisbane, Austrálie (tvrdý)   |                          |                          |                          |                          |                          |
|  |                                        |                                        |                                        |                                        | 3                                   | Bělorusko                     | 2                             |                               |                               |                               |                          |                          |                          |                          |                          |
|  | Asheville, Spojené státy (tvrdý, hala) | Asheville, Spojené státy (tvrdý, hala) | Asheville, Spojené státy (tvrdý, hala) | Asheville, Spojené státy (tvrdý, hala) |                                     |                               | Austrálie                     | 3                             |                               |                               |                          |                          |                          |                          |                          |
|  |                                        | Austrálie                              | 3                                      |                                        |                                     |                               |                               |                               |                               |                               |                          |                          |                          |                          |                          |
|  | 2                                      | Spojené státy                          | 2                                      |                                        |                                     |                               |                               |                               |                               |                               |                          |                          |                          |                          |                          |

## Čtvrtfinále

### Česko vs. Rumunsko
| Ostravar Aréna, Ostrava, Česko 9.–10. února 2019 tvrdý – Novacrylic Ultracushion (hala) | |                                                                                     |      |     |     |  |
| \| 1. \| \| Karolína Plíšková Mihaela Buzărnescuová \| 6 1 \| 6 4 \| \| \| \| 2. \| \| Kateřina Siniaková Simona Halepová \| 4 6 \| 0 6 \| \| \| \| 3. \| \| Karolína Plíšková Simona Halepová \| 4 6 \| 7 5 \| 4 6 \| \| \| 4. \| \| Kateřina Siniaková Mihaela Buzărnescuová \| 6 4 \| 6 2 \| \| \| \| 5. \| \| Barbora Krejčíková / Kateřina Siniaková Irina-Camelia Beguová / Monica Niculescuová \| 7 62 \| 4 6 \| 4 6 \| \| \| Nominace \| \| \| \| \| \| \| \| \| Česko: Karolína Plíšková (5./214.), Kateřina Siniaková (44./1.), Markéta Vondroušová (72./102.), Barbora Krejčíková (215./2.), nehrající kapitán Petr Pála \| \| \| \| \| \| \| \| Rumunsko: Simona Halepová (3./386.), Mihaela Buzărnescuová (29./27.), Irina-Camelia Beguová (75./35.), Ana Bogdanová (105./360.), Monica Niculescuová (106./51.), nehrající kapitán Florin Segarceanu \| \| \| \| \| \| \| Podrobnosti \| \| \| \| \| \| \| \| \| Oba týmy se v minulosti utkaly dvakrát. Češky vyhrály oba zápasy v letech 1980 a 2016.[3] Poprvé od roku 2008 prohrála Česká republika úvodní kolo Světové skupiny a podstoupila baráž. Na domácí půdě utržila první porážku od roku 2009, kdy nestačila na Spojené státy. Rumunsko se do semifinále soutěže probojovalo podruhé v historii, když navázalo na výkon z roku 1973.[10] \| \| \| \| \| \| | |                                                                                     |      |     |     |  |
| | |                                                                                     | 1.   | 2.  | 3.  |  |
| 1. | | Karolína Plíšková Mihaela Buzărnescuová                                             | 6 1  | 6 4 |     |  |
| 2. | | Kateřina Siniaková Simona Halepová                                                  | 4 6  | 0 6 |     |  |
| 3. | | Karolína Plíšková Simona Halepová                                                   | 4 6  | 7 5 | 4 6 |  |
| 4. | | Kateřina Siniaková Mihaela Buzărnescuová                                            | 6 4  | 6 2 |     |  |
| 5. | | Barbora Krejčíková / Kateřina Siniaková Irina-Camelia Beguová / Monica Niculescuová | 7 62 | 4 6 | 4 6 |  |
| Nominace | |                                                                                     |      |     |     |  |
| | Česko: Karolína Plíšková (5./214.), Kateřina Siniaková (44./1.), Markéta Vondroušová (72./102.), Barbora Krejčíková (215./2.), nehrající kapitán Petr Pála |                                                                                     |      |     |     |  |
| | Rumunsko: Simona Halepová (3./386.), Mihaela Buzărnescuová (29./27.), Irina-Camelia Beguová (75./35.), Ana Bogdanová (105./360.), Monica Niculescuová (106./51.), nehrající kapitán Florin Segarceanu |                                                                                     |      |     |     |  |
| Podrobnosti | |                                                                                     |      |     |     |  |
| | Oba týmy se v minulosti utkaly dvakrát. Češky vyhrály oba zápasy v letech 1980 a 2016. Poprvé od roku 2008 prohrála Česká republika úvodní kolo Světové skupiny a podstoupila baráž. Na domácí půdě utržila první porážku od roku 2009, kdy nestačila na Spojené státy. Rumunsko se do semifinále soutěže probojovalo podruhé v historii, když navázalo na výkon z roku 1973. |                                                                                     |      |     |     |  |

### Belgie vs. Francie
| Zemská hala du Sart-Tilman, Lutych, Belgie 9.–10. února 2019 tvrdý – Proflex (hala) | |                                                                                    |      |     |          |            |
| \| 1. \| \| Alison Van Uytvancková Caroline Garciaová \| 62 7 \| 6 4 \| 2 6 \| \| \| 2. \| \| Elise Mertensová Alizé Cornetová \| 6 78 \| 2 6 \| \| \| \| 3. \| \| Elise Mertensová Caroline Garciaová \| 2 6 \| 3 6 \| \| \| \| 4. \| \| Alison Van Uytvancková Alizé Cornetová \| \| \| \| nehrálo se \| \| 5. \| \| Ysaline Bonaventureová / Kirsten Flipkensová Fiona Ferrová / Pauline Parmentierová \| 6 3 \| 3 6 \| [10] [6] \| \| \| Nominace \| \| \| \| \| \| \| \| \| Belgie: Elise Mertensová (21./12.), Alison Van Uytvancková (50./140.), Kirsten Flipkensová (53./34.), Ysaline Bonaventureová (134./137.), nehrající kapitán Johan Van Herck \| \| \| \| \| \| \| \| Francie: Caroline Garciaová (19./–), Alizé Cornetová (51./117.), Pauline Parmentierová (55./545.), Kristina Mladenovicová (64./3.), Fiona Ferrová (103./532.), nehrající kapitán Julien Benneteau \| \| \| \| \| \| \| Podrobnosti \| \| \| \| \| \| \| \| \| Oba týmy se v minulosti utkaly pětkkrát, naposledy ve čtvrtfinále Světové skupiny 2018. Francouzky držely aktivní vzájemnou bilanci zápasů 4:1.[5] \| \| \| \| \| \| | |                                                                                    |      |     |          |            |
| | |                                                                                    | 1.   | 2.  | 3.       |            |
| 1. | | Alison Van Uytvancková Caroline Garciaová                                          | 62 7 | 6 4 | 2 6      |            |
| 2. | | Elise Mertensová Alizé Cornetová                                                   | 6 78 | 2 6 |          |            |
| 3. | | Elise Mertensová Caroline Garciaová                                                | 2 6  | 3 6 |          |            |
| 4. | | Alison Van Uytvancková Alizé Cornetová                                             |      |     |          | nehrálo se |
| 5. | | Ysaline Bonaventureová / Kirsten Flipkensová Fiona Ferrová / Pauline Parmentierová | 6 3  | 3 6 | [10] [6] |            |
| Nominace | |                                                                                    |      |     |          |            |
| | Belgie: Elise Mertensová (21./12.), Alison Van Uytvancková (50./140.), Kirsten Flipkensová (53./34.), Ysaline Bonaventureová (134./137.), nehrající kapitán Johan Van Herck                       |                                                                                    |      |     |          |            |
| | Francie: Caroline Garciaová (19./–), Alizé Cornetová (51./117.), Pauline Parmentierová (55./545.), Kristina Mladenovicová (64./3.), Fiona Ferrová (103./532.), nehrající kapitán Julien Benneteau |                                                                                    |      |     |          |            |
| Podrobnosti | |                                                                                    |      |     |          |            |
| | Oba týmy se v minulosti utkaly pětkkrát, naposledy ve čtvrtfinále Světové skupiny 2018. Francouzky držely aktivní vzájemnou bilanci zápasů 4:1.                                                   |                                                                                    |      |     |          |            |

### Německo vs. Bělorusko
| Volkswagen Halle, Braunschweig, Německo 9.–10. února 2019 tvrdý – Rebound Ace (hala) | |                                                                                   |      |     |          |            |
| \| 1. \| \| Tatjana Mariová Aljaksandra Sasnovičová \| 63 7 \| 3 6 \| \| \| \| 2. \| \| Andrea Petkovicová Aryna Sabalenková \| 2 6 \| 1 6 \| \| \| \| 3. \| \| Laura Siegemundová Aryna Sabalenková \| 1 6 \| 1 6 \| \| \| \| 4. \| \| Andrea Petkovicová Aljaksandra Sasnovičová \| \| \| \| nehrálo se \| \| 5. \| \| Mona Barthelová / Anna-Lena Grönefeldová Viktoria Azarenková / Lidzija Marozavová \| 1 6 \| 6 0 \| [9] [11] \| \| \| Nominace \| \| \| \| \| \| \| \| \| Německo: Tatjana Mariová (67./81.), Andrea Petkovicová (68./274.), Mona Barthelová (81./206.), Laura Siegemundová (104./76.), Anna-Lena Grönefeldová (—/33.), nehrající kapitán Jens Gerlach \| \| \| \| \| \| \| \| Bělorusko: Aryna Sabalenková (14./66.), Aljaksandra Sasnovičová (33./139.), Viktoria Azarenková (48./260.), Věra Lapková (60./93.), Lidzija Marozavová (—/41.), nehrající kapitánka Taťána Pučeková \| \| \| \| \| \| \| Podrobnosti \| \| \| \| \| \| \| \| \| Oba týmy se v minulosti utkaly jednou ve čtvrtfinále Světové skupiny 2018. Němky držely aktivní vzájemnou bilanci zápasů 1:0.[7] \| \| \| \| \| \| | |                                                                                   |      |     |          |            |
| | |                                                                                   | 1.   | 2.  | 3.       |            |
| 1. | | Tatjana Mariová Aljaksandra Sasnovičová                                           | 63 7 | 3 6 |          |            |
| 2. | | Andrea Petkovicová Aryna Sabalenková                                              | 2 6  | 1 6 |          |            |
| 3. | | Laura Siegemundová Aryna Sabalenková                                              | 1 6  | 1 6 |          |            |
| 4. | | Andrea Petkovicová Aljaksandra Sasnovičová                                        |      |     |          | nehrálo se |
| 5. | | Mona Barthelová / Anna-Lena Grönefeldová Viktoria Azarenková / Lidzija Marozavová | 1 6  | 6 0 | [9] [11] |            |
| Nominace | |                                                                                   |      |     |          |            |
| | Německo: Tatjana Mariová (67./81.), Andrea Petkovicová (68./274.), Mona Barthelová (81./206.), Laura Siegemundová (104./76.), Anna-Lena Grönefeldová (—/33.), nehrající kapitán Jens Gerlach        |                                                                                   |      |     |          |            |
| | Bělorusko: Aryna Sabalenková (14./66.), Aljaksandra Sasnovičová (33./139.), Viktoria Azarenková (48./260.), Věra Lapková (60./93.), Lidzija Marozavová (—/41.), nehrající kapitánka Taťána Pučeková |                                                                                   |      |     |          |            |
| Podrobnosti | |                                                                                   |      |     |          |            |
| | Oba týmy se v minulosti utkaly jednou ve čtvrtfinále Světové skupiny 2018. Němky držely aktivní vzájemnou bilanci zápasů 1:0.                                                                       |                                                                                   |      |     |          |            |

### Spojené státy americké vs. Austrálie
| U.S. Cellular Center, Asheville, Spojené státy americké 9.–10. února 2019 tvrdý – Laykold MF4 (hala) | |                                                                               |     |      |     |  |
| \| 1. \| \| Sofia Keninová Ashleigh Bartyová \| 1 6 \| 62 7 \| \| \| \| 2. \| \| Madison Keysová Kimberly Birrellová \| 6 2 \| 6 2 \| \| \| \| 3. \| \| Madison Keysová Ashleigh Bartyová \| 4 6 \| 1 6 \| \| \| \| 4. \| \| Danielle Collinsová Darja Gavrilovová \| 6 1 \| 3 6 \| 6 2 \| \| \| 5. \| \| Danielle Collinsová / Nicole Melicharová Ashleigh Bartyová / Priscilla Honová \| 4 6 \| 5 7 \| \| \| \| Nominace \| \| \| \| \| \| \| \| \| Spojené státy americké: Madison Keysová (17./454.), Danielle Collinsová (23./370.), Sofia Keninová (37./118.),Nicole Melicharová (688/13.), nehrající kapitánka Kathy Rinaldiová \| \| \| \| \| \| \| \| Austrálie: Ashleigh Bartyová (13./6.), Darja Gavrilovová (47./112.), Priscilla Honová (143./125.), Kimberly Birrellová (157./501.), Astra Sharmová (160./333.), nehrající kapitán Alicia Moliková \| \| \| \| \| \| \| Podrobnosti \| \| \| \| \| \| \| \| \| Oba týmy se v minulosti utkaly čtrnáctkrát. Američanky držely aktivní vzájemnou bilanci zápasů 6:5.[9] Australanky postoupily do semifinále podruhé od roku 1995, kdy byl zaveden nový formát soutěže. Navázaly tak na účast v této fázi z roku 2014.[10] \| \| \| \| \| \| | |                                                                               |     |      |     |  |
| | |                                                                               | 1.  | 2.   | 3.  |  |
| 1. | | Sofia Keninová Ashleigh Bartyová                                              | 1 6 | 62 7 |     |  |
| 2. | | Madison Keysová Kimberly Birrellová                                           | 6 2 | 6 2  |     |  |
| 3. | | Madison Keysová Ashleigh Bartyová                                             | 4 6 | 1 6  |     |  |
| 4. | | Danielle Collinsová Darja Gavrilovová                                         | 6 1 | 3 6  | 6 2 |  |
| 5. | | Danielle Collinsová / Nicole Melicharová Ashleigh Bartyová / Priscilla Honová | 4 6 | 5 7  |     |  |
| Nominace | |                                                                               |     |      |     |  |
| | Spojené státy americké: Madison Keysová (17./454.), Danielle Collinsová (23./370.), Sofia Keninová (37./118.),Nicole Melicharová (688/13.), nehrající kapitánka Kathy Rinaldiová                                                                   |                                                                               |     |      |     |  |
| | Austrálie: Ashleigh Bartyová (13./6.), Darja Gavrilovová (47./112.), Priscilla Honová (143./125.), Kimberly Birrellová (157./501.), Astra Sharmová (160./333.), nehrající kapitán Alicia Moliková                                                  |                                                                               |     |      |     |  |
| Podrobnosti | |                                                                               |     |      |     |  |
| | Oba týmy se v minulosti utkaly čtrnáctkrát. Američanky držely aktivní vzájemnou bilanci zápasů 6:5. Australanky postoupily do semifinále podruhé od roku 1995, kdy byl zaveden nový formát soutěže. Navázaly tak na účast v této fázi z roku 2014. |                                                                               |     |      |     |  |

## Semifinále

### Francie vs. Rumunsko
| Kindarena, Rouen, Francie 20.–21. dubna 2019 antuka (hala) | |                                                                                   |       |     |     |  |
| \| 1. \| \| Kristina Mladenovicová Simona Halepová \| 3 6 \| 1 6 \| \| \| \| 2. \| \| Caroline Garciaová Mihaela Buzărnescuová \| 6 3 \| 6 3 \| \| \| \| 3. \| \| Caroline Garciaová Simona Halepová \| 78 66 \| 3 6 \| 4 6 \| \| \| 4. \| \| Pauline Parmentierová Irina-Camelia Beguová \| 6 3 \| 2 6 \| 6 2 \| \| \| 5. \| \| Caroline Garciaová / Kristina Mladenovicová Simona Halepová / Monica Niculescuová \| 5 7 \| 6 3 \| 6 4 \| \| \| Nominace \| \| \| \| \| \| \| \| \| Francie: Caroline Garciaová (21./887.), Pauline Parmentierová (53./560.), Alizé Cornetová (55./132.), Kristina Mladenovicová (66./3.), Fiona Ferrová (92./700.), nehrající kapitán Julien Benneteau \| \| \| \| \| \| \| \| Rumunsko: Simona Halepová (2./417.), Mihaela Buzărnescuová (30./29.), Irina-Camelia Beguová (83./35.), Monica Niculescuová (132./46.), Ioana Raluca Olaruová (–/34.), nehrající kapitán Florin Segarceanu \| \| \| \| \| \| \| Podrobnosti \| \| \| \| \| \| \| \| \| Oba týmy se v minulosti utkaly jednou. Rumunky držely aktivní vzájemnou bilanci zápasů 1:0.[4] \| \| \| \| \| \| | |                                                                                   |       |     |     |  |
| | |                                                                                   | 1.    | 2.  | 3.  |  |
| 1. | | Kristina Mladenovicová Simona Halepová                                            | 3 6   | 1 6 |     |  |
| 2. | | Caroline Garciaová Mihaela Buzărnescuová                                          | 6 3   | 6 3 |     |  |
| 3. | | Caroline Garciaová Simona Halepová                                                | 78 66 | 3 6 | 4 6 |  |
| 4. | | Pauline Parmentierová Irina-Camelia Beguová                                       | 6 3   | 2 6 | 6 2 |  |
| 5. | | Caroline Garciaová / Kristina Mladenovicová Simona Halepová / Monica Niculescuová | 5 7   | 6 3 | 6 4 |  |
| Nominace | |                                                                                   |       |     |     |  |
| | Francie: Caroline Garciaová (21./887.), Pauline Parmentierová (53./560.), Alizé Cornetová (55./132.), Kristina Mladenovicová (66./3.), Fiona Ferrová (92./700.), nehrající kapitán Julien Benneteau       |                                                                                   |       |     |     |  |
| | Rumunsko: Simona Halepová (2./417.), Mihaela Buzărnescuová (30./29.), Irina-Camelia Beguová (83./35.), Monica Niculescuová (132./46.), Ioana Raluca Olaruová (–/34.), nehrající kapitán Florin Segarceanu |                                                                                   |       |     |     |  |
| Podrobnosti | |                                                                                   |       |     |     |  |
| | Oba týmy se v minulosti utkaly jednou. Rumunky držely aktivní vzájemnou bilanci zápasů 1:0. |                                                                                   |       |     |     |  |

### Austrálie vs. Bělorusko
| Pat Rafter Arena, Brisbane, Austrálie 20.–21. dubna 2019 tvrdý – Plexicushion Prestige | |                                                                                |      |     |     |  |
| \| 1. \| \| Samantha Stosurová Aryna Sabalenková \| 5 7 \| 7 5 \| 3 6 \| \| \| 2. \| \| Ashleigh Bartyová Viktoria Azarenková \| 7 62 \| 6 3 \| \| \| \| 3. \| \| Ashleigh Bartyová Aryna Sabalenková \| 6 2 \| 6 2 \| \| \| \| 4. \| \| Samantha Stosurová Viktoria Azarenková \| 1 6 \| 1 6 \| \| \| \| 5. \| \| Ashleigh Bartyová / Samantha Stosurová Aryna Sabalenková / Viktoria Azarenková \| 7 5 \| 3 6 \| 6 2 \| \| \| Nominace \| \| \| \| \| \| \| \| \| Austrálie: Ashleigh Bartyová (9./9.), Darja Gavrilovová (58./109.), Samantha Stosurová (77./17.), Priscilla Honová (131./173.), nehrající kapitánka Alicia Moliková \| \| \| \| \| \| \| \| Bělorusko: Aryna Sabalenková (10./23.), Aljaksandra Sasnovičová (35./143.), Viktoria Azarenková (61./99.), Věra Lapková (70./105.), Lidzija Marozavová (—/41.), nehrající kapitánka Taťána Pučeková \| \| \| \| \| \| \| Podrobnosti \| \| \| \| \| \| \| \| \| Oba týmy se v minulosti nikdy neutkaly.[8] \| \| \| \| \| \| | |                                                                                |      |     |     |  |
| | |                                                                                | 1.   | 2.  | 3.  |  |
| 1. | | Samantha Stosurová Aryna Sabalenková                                           | 5 7  | 7 5 | 3 6 |  |
| 2. | | Ashleigh Bartyová Viktoria Azarenková                                          | 7 62 | 6 3 |     |  |
| 3. | | Ashleigh Bartyová Aryna Sabalenková                                            | 6 2  | 6 2 |     |  |
| 4. | | Samantha Stosurová Viktoria Azarenková                                         | 1 6  | 1 6 |     |  |
| 5. | | Ashleigh Bartyová / Samantha Stosurová Aryna Sabalenková / Viktoria Azarenková | 7 5  | 3 6 | 6 2 |  |
| Nominace | |                                                                                |      |     |     |  |
| | Austrálie: Ashleigh Bartyová (9./9.), Darja Gavrilovová (58./109.), Samantha Stosurová (77./17.), Priscilla Honová (131./173.), nehrající kapitánka Alicia Moliková                                 |                                                                                |      |     |     |  |
| | Bělorusko: Aryna Sabalenková (10./23.), Aljaksandra Sasnovičová (35./143.), Viktoria Azarenková (61./99.), Věra Lapková (70./105.), Lidzija Marozavová (—/41.), nehrající kapitánka Taťána Pučeková |                                                                                |      |     |     |  |
| Podrobnosti | |                                                                                |      |     |     |  |
| | Oba týmy se v minulosti nikdy neutkaly. |                                                                                |      |     |     |  |

## Finále

### Austrálie vs. Francie
| RAC Arena, Perth, Austrálie 9.–10. listopadu 2019 tvrdý – Plexicushion Prestige míče – Dunlop Australian Open (PET) | |                                                                                    |     |     |      |  |
| \| 1. \| \| Ajla Tomljanovićová Kristina Mladenovicová \| 1 6 \| 1 6 \| \| \| \| 2. \| \| Ashleigh Bartyová Caroline Garciaová \| 6 0 \| 6 0 \| \| \| \| 3. \| \| Ashleigh Bartyová Kristina Mladenovicová \| 6 2 \| 4 6 \| 61 7 \| \| \| 4. \| \| Ajla Tomljanovićová Pauline Parmentierová \| 6 4 \| 7 5 \| \| \| \| 5. \| \| Ashleigh Bartyová / Samantha Stosurová Caroline Garciaová / Kristina Mladenovicová \| 4 6 \| 3 6 \| \| \| \| Nominace \| \| \| \| \| \| \| \| \| Austrálie: Ashleigh Bartyová (1./19.), Ajla Tomljanovićová (51./160.), Samantha Stosurová (96./12.), Astra Sharmaová (109./135.), Priscilla Honová (123./642.), nehrající kapitánka Alicia Moliková \| \| \| \| \| \| \| \| Francie: Kristina Mladenovicová (38./2.), Caroline Garciaová (45./245.), Alizé Cornetová (59./110.), Fiona Ferrová (63./281.), Pauline Parmentierová (122./829.), nehrající kapitán Julien Benneteau \| \| \| \| \| \| \| Podrobnosti \| \| \| \| \| \| \| \| \| Oba týmy se v minulosti utkaly šestkrát, nikdy však ve finále. Australanky držely aktivní vzájemnou bilanci zápasů 5:1. Francie, dvojnásobný šampion z let 1997 a 2003, hrála naposledy o titul v roce 2016. Austrálie vyhrála soutěž sedmkrát, naposledy však již v roce 1974. Do finále se probojovala poprvé od roku 1993.[4]Francie vyhrála třetí trofej. Návštěvnost 26 951 diváků byla druhá nejvyšší ve finále existujícího formátu.[2] \| \| \| \| \| \| | |                                                                                    |     |     |      |  |
| | |                                                                                    | 1.  | 2.  | 3.   |  |
| 1. | | Ajla Tomljanovićová Kristina Mladenovicová                                         | 1 6 | 1 6 |      |  |
| 2. | | Ashleigh Bartyová Caroline Garciaová                                               | 6 0 | 6 0 |      |  |
| 3. | | Ashleigh Bartyová Kristina Mladenovicová                                           | 6 2 | 4 6 | 61 7 |  |
| 4. | | Ajla Tomljanovićová Pauline Parmentierová                                          | 6 4 | 7 5 |      |  |
| 5. | | Ashleigh Bartyová / Samantha Stosurová Caroline Garciaová / Kristina Mladenovicová | 4 6 | 3 6 |      |  |
| Nominace | |                                                                                    |     |     |      |  |
| | Austrálie: Ashleigh Bartyová (1./19.), Ajla Tomljanovićová (51./160.), Samantha Stosurová (96./12.), Astra Sharmaová (109./135.), Priscilla Honová (123./642.), nehrající kapitánka Alicia Moliková |                                                                                    |     |     |      |  |
| | Francie: Kristina Mladenovicová (38./2.), Caroline Garciaová (45./245.), Alizé Cornetová (59./110.), Fiona Ferrová (63./281.), Pauline Parmentierová (122./829.), nehrající kapitán Julien Benneteau |                                                                                    |     |     |      |  |
| Podrobnosti | |                                                                                    |     |     |      |  |
| | Oba týmy se v minulosti utkaly šestkrát, nikdy však ve finále. Australanky držely aktivní vzájemnou bilanci zápasů 5:1. Francie, dvojnásobný šampion z let 1997 a 2003, hrála naposledy o titul v roce 2016. Austrálie vyhrála soutěž sedmkrát, naposledy však již v roce 1974. Do finále se probojovala poprvé od roku 1993.Francie vyhrála třetí trofej. Návštěvnost 26 951 diváků byla druhá nejvyšší ve finále existujícího formátu. |                                                                                    |     |     |      |  |

## Vítěz
| Vítěz Fed Cupu 2019 |
| ------------------- |
| Francie třetí titul |